# Jim Wetherbee
James Donald "Jim" Wetherbee, född 27 november 1952, är en amerikansk astronaut uttagen i astronautgrupp 10 den 23 maj 1984.

## Rymdfärder
- STS-32
- STS-52
- STS-63
- STS-86
- STS-102
- STS-113